# Katolicki Kościół Narodowy w Polsce

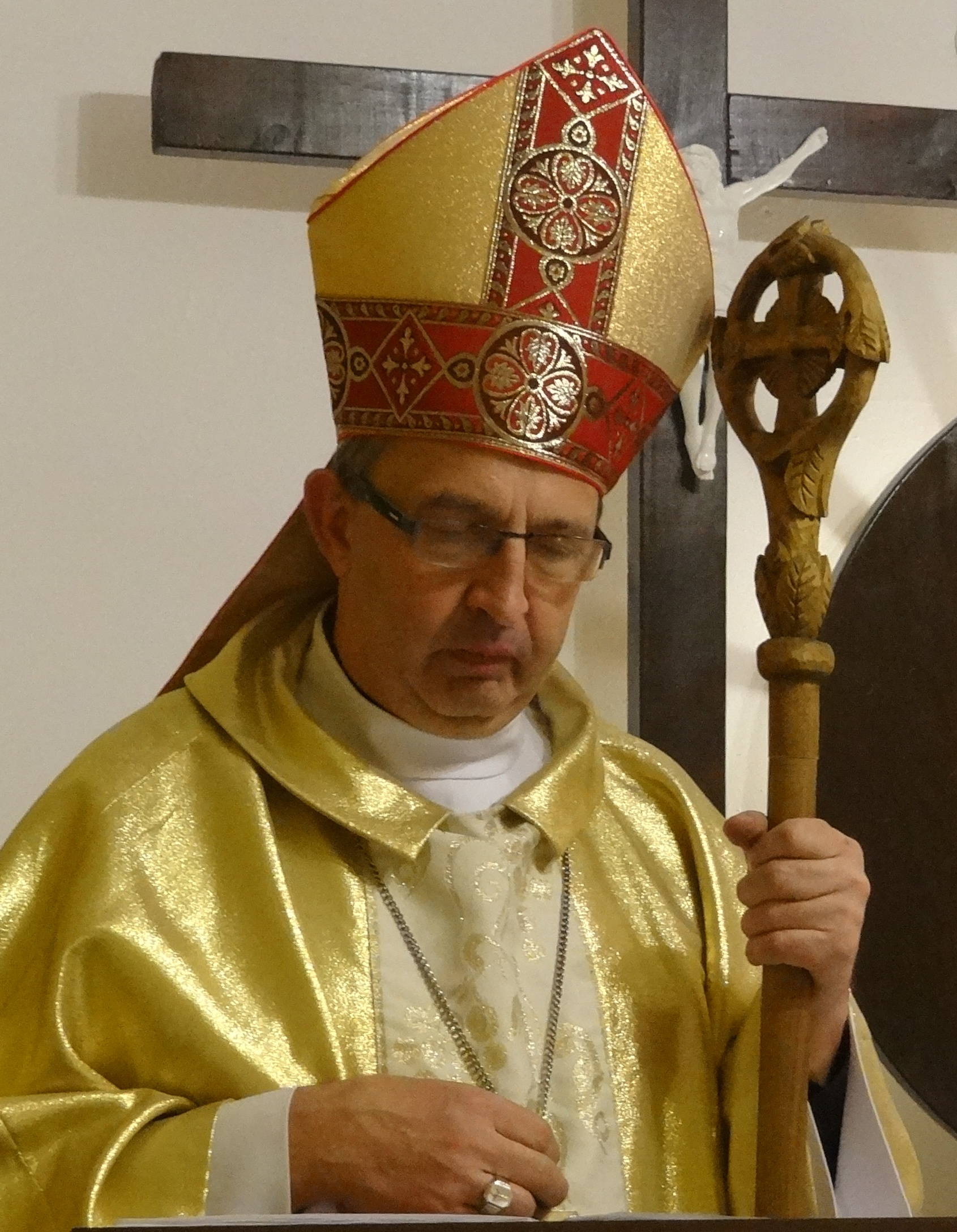
Zwierzchnik Kościoła
bp Adam Rosiek

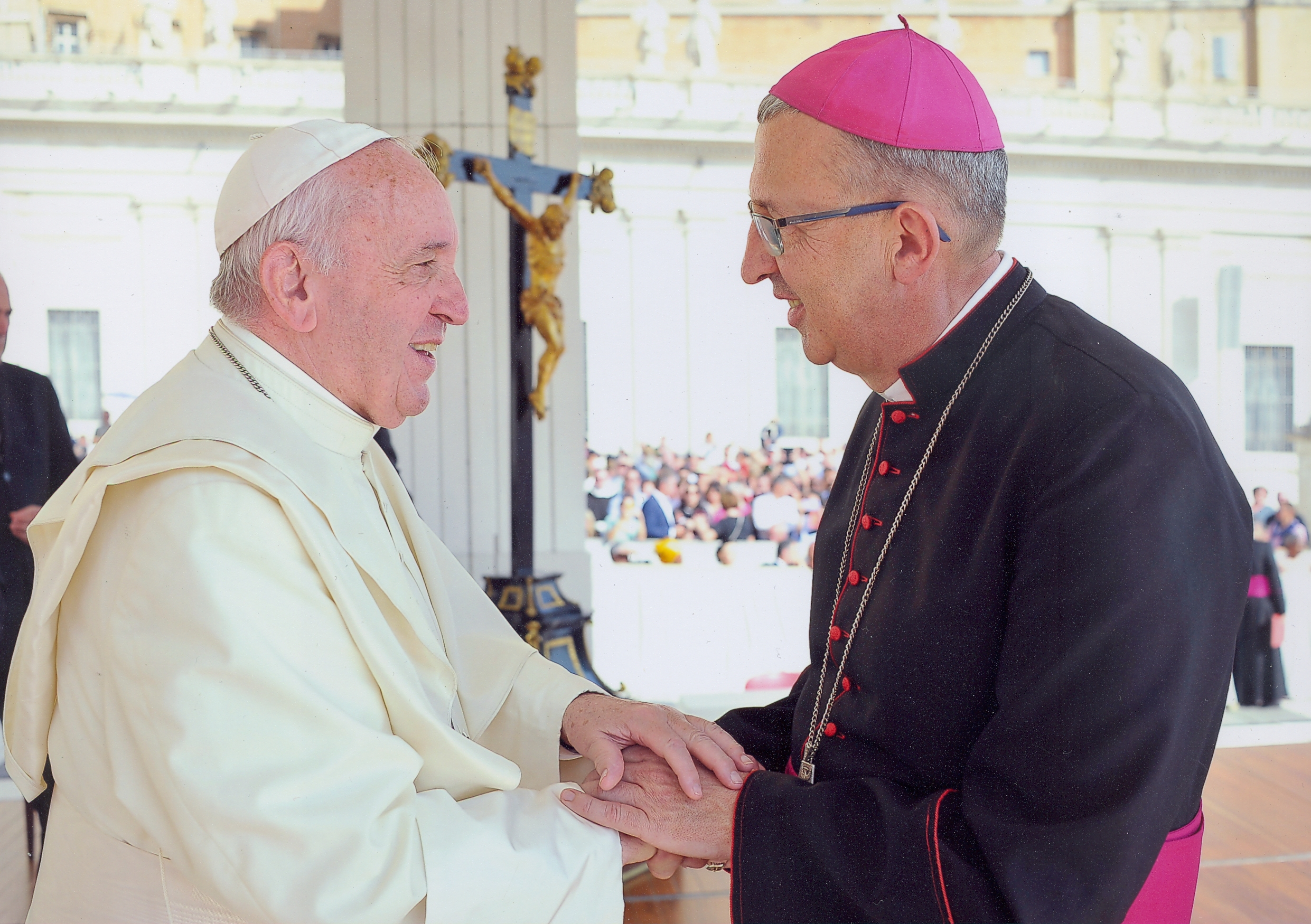
Spotkanie Pierwszego Biskupa Kościoła z Ojcem Świętym Franciszkiem po środowej audiencji ogólnej

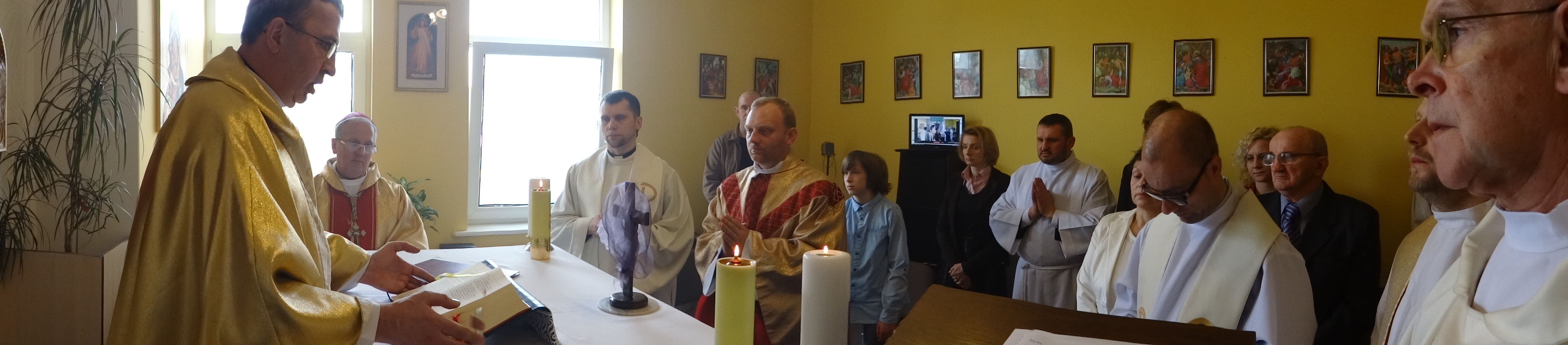
Parafia Najświętszego Sakramentu w Miliczu

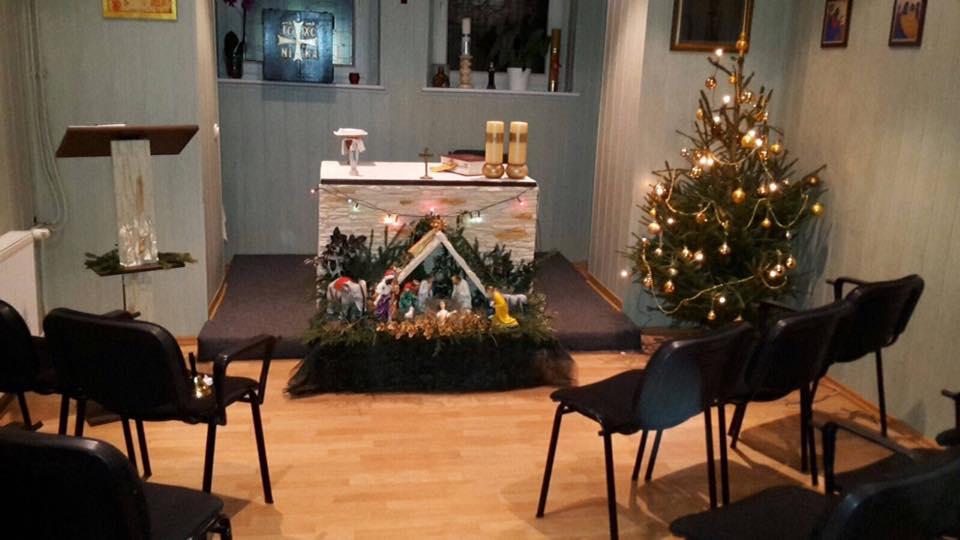
Parafia Zesłania Ducha Świętego w Szczecinie

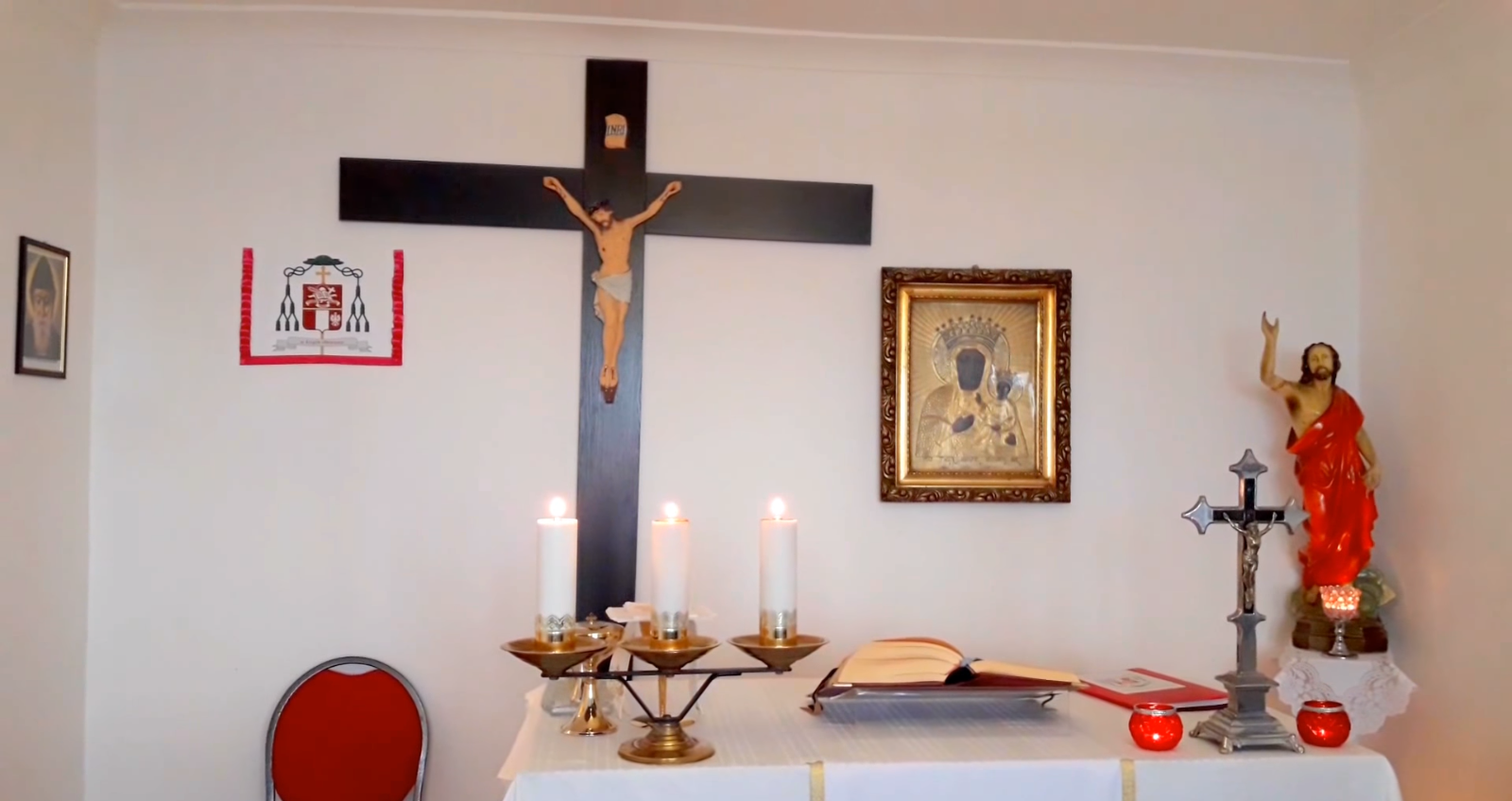
Parafia Świętej Trójcy w Warszawie

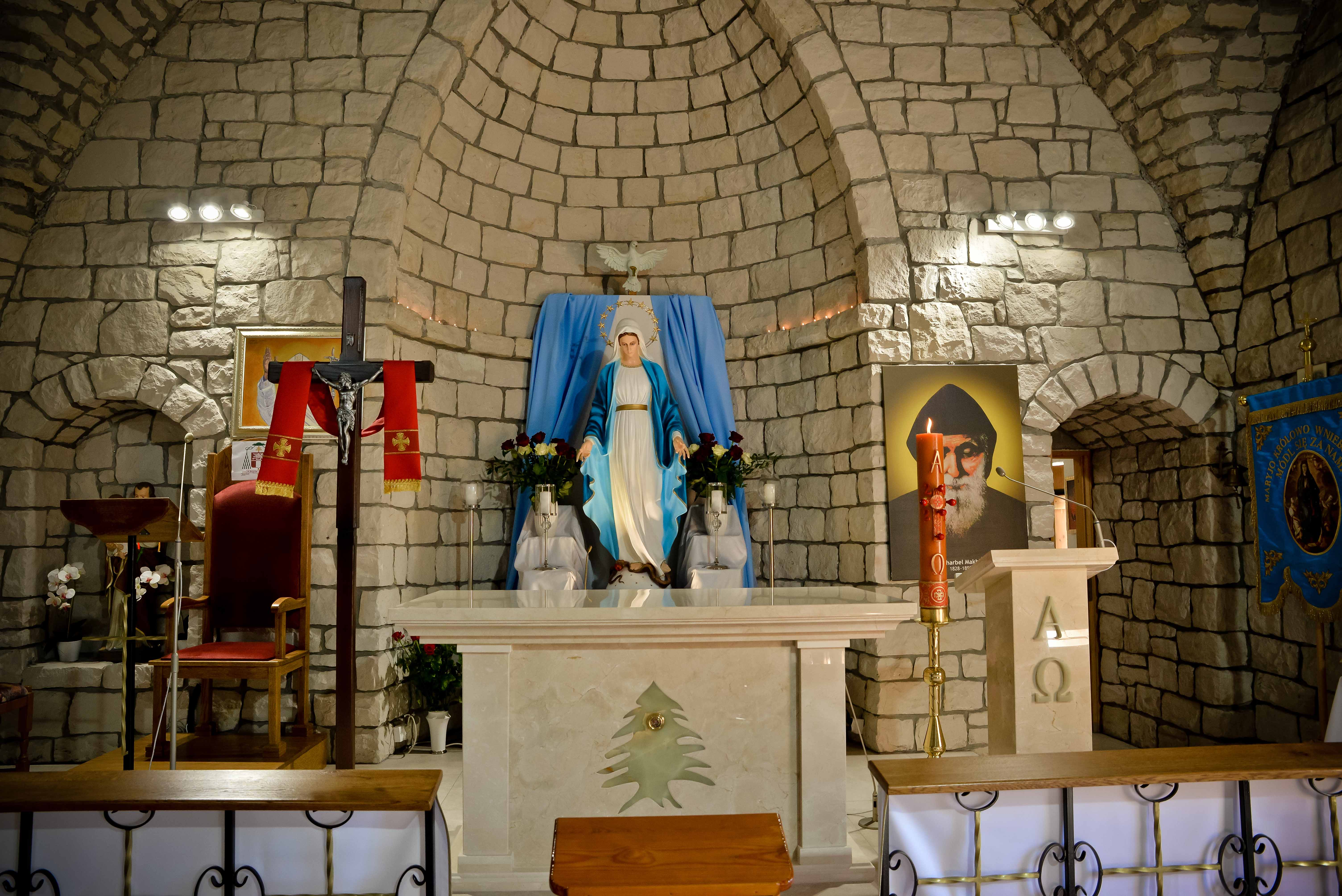
Sanktuarium Matki Bożej Wniebowziętej i świętego Charbela we Florencji

Katolicki Kościół Narodowy w Polsce – jeden z Kościołów katolickich działających na terenie Polski, założony w 2012 roku. Organem prasowym Kościoła jest kwartalnik „Wspólnota Wiary”. Przy Kościele działa Towarzystwo Społeczne „Civitas Polonia”, Katolicko-Narodowy Instytut Charytatywny „Misericordia” oraz Wyższe Seminarium Duchowne. Kościół posiada 12 parafii w Polsce oraz misje zagraniczne w Chorwacji i Włoszech.  Zwierzchnikiem Kościoła jest bp Adam Rosiek.
Katolicki Kościół Narodowy nawiązuje do tradycji przedwojennego Polskiego Narodowego Kościoła Katolickiego (PNKK), chociaż obecnie nie utrzymuje jedności wiary i moralności z żadną wspólnotą polskokatolicką.

## Historia
23 września 2012 roku na zgromadzeniu założycielskim w Kamiennej Górze grupa duchownych pod przewodnictwem księdza Adama Rośka przyjęła deklarację o utworzeniu Kościoła pod nazwą Polski Narodowy Katolicki Kościół w Kanadzie – Seniorat Misyjny w Polsce, który stanowił część Polskiego Narodowego Katolickiego Kościoła w Kanadzie. Na czele Kościoła stanął biskup Sylwester Bigaj z Polskiego Narodowego Kościoła Katolickiego w USA i Kanadzie. W wyniku konfliktu, powstałego pomiędzy biskupem diecezji kanadyjskiej Sylwestrem Bigajem a Pierwszym Biskupem Polskiego Narodowego Katolickiego Kościoła w USA i Kanadzie bp Anthonym Mikovskim, PNKK w USA i Kanadzie wycofał swoje poparcie dla idei tworzenia struktury Senioratu w Polsce. W tych okolicznościach biskup Sylwester Bigaj postanowił dalej otoczyć pasterską opieką tworzącą się strukturę misyjną Kościoła w Polsce, za co został wydalony z szeregów biskupów Polskiego Narodowego Katolickiego Kościoła w USA i Kanadzie.
18 października 2013 roku na Zebraniu Generalnym PNKK w Kanadzie, które przekształciło się w Synod Kościoła w Mississauga, postanowiono ogłosić autokefalię diecezji kanadyjskiej. Kościół kanadyjski, którego częścią była tworząca się struktura misyjna w Polsce, przyjął samodzielną nazwę – Polski Narodowy Katolicki Kościół w Kanadzie. Biskupem Kościoła kanadyjskiego pozostał nadal biskup Sylwester Bigaj. W trakcie obrad Synodu wybrano dwóch biskupów pomocniczych: biskupa elekta Jerzego Urbańskiego dla Kościoła w Kanadzie (elekt nie przyjął sakry biskupiej) oraz biskupa elekta Adama Rośka dla tworzącego się w Polsce Kościoła (sakra biskupia w dniu 31 stycznia 2015 r. z rąk niezależnego biskupa Stanisława Sawickiego). W dniu 26 czerwca 2014 roku decyzją Ministra Administracji i Cyfryzacji, Kościół w Polsce został wpisany do rejestru kościołów i innych związków wyznaniowych pod pozycją 179 pod nazwą Polski Narodowy Katolicki Kościół w Kanadzie Seniorat Misyjny w Polsce.
W dniu 16 sierpnia 2014 roku Zgromadzenie Polskiego Narodowego Katolickiego Kościoła w Kanadzie Seniorat Misyjny w Polsce zadecydowało o zmianie nazwy Kościoła, który od tego czasu posługuje się nazwą Katolicki Kościół Narodowy w Polsce. W zmianach przygotowano również nowy układ strukturalny tworzącej się misji Kościoła, którego efektem w miarę rozwoju struktur parafialnych w Polsce ma być powstanie czterech prowincji – diecezji (wrocławskiej, warszawskiej, krakowskiej i szczecińskiej) w Polsce. Zgromadzenie potwierdziło wybór na biskupa księdza Adama Rośka. W dniu 31 stycznia 2015 roku w ks. Adam Rosiek przyjął sakrę biskupią z rąk biskupa Stanisława Sawickiego. Uroczystość odbyła się w kaplicy Najświętszego Sakramentu w Miliczu. Od dnia 1 czerwca 2016 r. do 12 czerwca 2017 roku Kościół obejmował swoją jurysdykcją Parafię pw. NMP Częstochowskiej, działającą na terenie Glasgow w Szkocji. W sierpniu 2016 jurysdykcją została objęta także Parafia Wszystkich Świętych w Wieluniu.
W dniu 20 listopada 2016 roku został podpisany dokument o zawarciu komunii między Katolickim Kościołem Narodowym a Kościołem Anglii Prowincja Ameryki Łacińskiej.
17 marca 2018 roku odbyła się konsekracja biskupa pomocniczego Kościoła – ks. biskupa nominata Andrzeja Lipińskiego.
W dniu 19 maja 2019 roku podczas uroczystości konsekracji nowych biskupów została podpisana wspólna deklaracja wyznaniowa przez Pierwszego Biskupa Kościoła bpa Adama Rośka w imieniu Katolickiego Kościoła Narodowego w Polsce oraz biskupa Klausa Massa w imieniu Chrześcijańsko Katolickiego Kościoła w Niemczech. Na mocy podpisanej deklaracji oba Kościoły deklarują współpracę doktrynalną oraz liturgiczną i wspólne uznanie sakramentów świętych.

### Biskupi Katolickiego Kościoła Narodowego w Polsce
- 2012–2014 – bp Sylwester Bigaj
- 2015–2017 – bp Stanisław Sawicki
- od 31 stycznia 2015 – bp Adam Andrzej Rosiek – Zwierzchnik Kościoła
- od 17 marca 2018 – bp pomocniczy Andrzej Lipiński

## Nauka i organizacja Katolickiego Kościoła Narodowego
Nauka Katolickiego Kościoła Narodowego nie odbiega od chrześcijaństwa tradycji zachodniej i katolicyzmu. W sprawowaniu świętych czynności posługuje się kalendarzem liturgicznym zbieżnym z Kościołem rzymskokatolickim. Podobnie jak Kościół rzymskokatolicki oraz PNKK w USA i Kanadzie, najwyższą cześć Kościół oddaje Bogu w Trójcy Jedynemu. Kościół wyznaje wiarę i oddaje cześć aniołom, świętym apostołom, męczennikom i świętym Kościoła Powszechnego. Szczególne miejsce wśród świętych zajmuje Maria, Matka Jezusa, Syna Bożego. Kościół przyjmuje wszystkie dogmaty katolickie. W tym dotyczące Trójcy Świętej, mariologiczne oraz wszystkie eklezjologiczne. Kościół podkreśla duchową jedność z papieżem, uznając papieża jako następcę apostoła Piotra. Oddaje mu należną cześć i uznaje jego szczególną pozycję pośród wybranych przez Pana apostołów.
Kościół uznaje siedem sakramentów świętych, zgodnie z nauką i tradycją katolicyzmu. Eucharystia sprawowana jest pod dwiema postaciami: Ciała i Krwi Pańskiej oraz stanowi ona centrum życia i pobożności członków Kościoła. W Kościele są sprawowane dwie formy sakramentu pokuty – spowiedzi świętej: indywidualna (uszna w konfesjonale) oraz ogólna (sprawowana bądź jako odrębny obrzęd przed ołtarzem, bądź w połączeniu z Mszą Świętą w części zwanej spowiedzią powszechną). Do spowiedzi indywidualnej są zobowiązane przystępować dzieci i młodzież, jest ona polecana wszystkim wiernym, by przynajmniej jeden raz w roku odbyli spowiedź indywidualną.

## Duchowni
Kościół liczy 19 duchownych w Polsce, Niemczech, Włoszech oraz Chorwacji. Duchownym Kościoła może być wyłącznie mężczyzna, który ukończył Wyższe Seminarium Duchowne oraz przyjął święcenia diakonatu lub prezbiteratu. Biskupem w Kościele jest kapłan wybrany przez Zgromadzenie (Synod) Kościoła, konsekrowany przez przynajmniej jednego biskupa katolickiego lub starokatolickiego, posiadającego niewątpliwą sukcesję apostolską. Księży nie obowiązuje celibat. Strojem kapłańskim pozostaje czarna sutanna lub tzw. krótki stój duchowny. Stroje liturgiczne i chórowe zgodne z tradycją Kościoła rzymskokatolickiego.

## Parafie Katolickiego Kościoła Narodowego w Polsce
- Parafia Najświętszego Sakramentu w Miliczu, proboszcz: bp Adam Andrzej Rosiek; erygowana 25 lipca 2014; posiada kaplicę (ul. 1 Maja 2a), pełniącą rolę kaplicy biskupiej oraz seminaryjnej, która została poświęcona 31 stycznia 2015.
- Parafia Zesłania Ducha Świętego w Szczecinie, proboszcz: ks. Marcina Dżuła; erygowana 25 lipca 2014; posiada kaplicę (ul. Szczerbcowa 1), która została poświęcona 20 czerwca 2015.
- Parafia Świętej Trójcy w Warszawie, proboszcz: bp Andrzej Lipiński; erygowana 6 stycznia 2015; posiada Kaplicę w trakcie rewitalizacji (ul. Nowolipki 28).
- Parafia Wszystkich Świętych w Wieluniu, proboszcz: ks. Bogdan Jerzy Kraszewski[13]; erygowana w dniu 21 sierpnia 2016 przez biskupa Adama Rośka[14]. Parafia posiada kaplicę (ul. Roosevelta 31), oraz przynależną do niej kancelarię parafialną.
- Parafia Matki Bożej Ostrobramskiej w Białymstoku, proboszcz ks. Emil Ostaszewski; erygowana 13 kwietnia 2017; aktualnie nie posiada stałego miejsca kultu (kaplica tymczasowa ul. Przytorowa 7).
- Parafia pw. Świętego Ojca Pio w Bytomiu, proboszcz: ks. Robert Drezner, powstała w marcu 2018 po likwidacji w grudniu 2017 istniejącej od 2009 Parafii Św. Rodziny Kościoła Starokatolickiego w RP; posiada kaplicę (ul. Falista 28/8).
- Parafia św. Łukasza Ewangelisty w Cieszynie, proboszcz: ks. Wojciech Zieliński, powstała we wrześniu 2019 roku; posiada kaplicę w budynku przy ul. Rynek 1[15].
- Parafia świętego Michała Archanioła w Rybniku, proboszcz ks. Wojciech Grzesiak, erygowana we wrześniu 2019 roku; posiada kaplicę przy ul. Zebrzydowickiej 30[16].
- Parafia Matki Bożej Nieustającej Pomocy w Ostrowcu Świętokrzyskim, proboszcz ks. Robert Drezner, erygowana we wrześniu 2019 roku; posiada kaplicę przy ul. Kościelnej 16.
- Parafia - Sanktuarium Matki Bożej Wniebowziętej i św. Szarbela Machlufa we Florencji koło Iłży, proboszcz ks. Jarosław Cielecki, erygowana w czerwcu 2020 roku[17].
- Parafia pod wezwanie Świętego Jana Marii Vianneya w Tarnowskich Górach, proboszcz : bp Adam Rosiek, erygowana w grudniu 2021.[18]
- Parafia pod wezwaniem Błogosławionego Kardynała Stefana Wyszyńskiego w Warszawie, proboszcz: bp Andrzej Lipiński, erygowana w kwietniu 2022.[19].
- Parafia pod wezwaniem Wszystkich Świętych w Warszawie, powstała w 2024 roku[20].

## Statystyki

### Dane według statystycznych ankiet wyznaniowych
| Rok  | Liczba wiernych | Liczba parafii | Liczba kościołów/kaplic | Liczba duchownych |
| ---- | --------------- | -------------- | ----------------------- | ----------------- |
| 2017 | 1969            | 13             | 13                      | 14                |
| 2018 | 2791            | 14             | 14                      | 14                |
| 2021 | 5960            | 21             | 19                      | 22                |

### Dane według wyników spisów powszechnych
| Spis powszechny               | Liczba deklaracji |
| ----------------------------- | ----------------- |
| Narodowy Spis Powszechny 2021 | 843               |